# Oisnitzbach
Der Oisnitzbach (auch die Oisnitz) ist ein linksufriger Zufluss des Stainzbaches im österreichischen Bundesland Steiermark. Der Bach entspringt in der Gemeinde Lannach und mündet nach 18 Kilometern, ehe sich der Stainzbach mit der Laßnitz vereinigt.

## Name
Der gleichnamige Ort Oisnitz wurde 1142 als Olsniz erstmals schriftlich erwähnt. Der Name leitet sich vom slawischen *Olъšъnica mit der Bedeutung 'Erlenbach' ab.

## Verlauf
Der Oisnitzbach entspringt in einem Wald bei Breitenbach in der Weststeiermark und unterführt nach dem Ortsteil Neuwiese erstmals die Trasse der Wieserbahn. Er passiert das Gemeindezentrum von Lannach mit dem Bahnhof und bildet von da an ein grob südostwärts verlaufendes Tal, das gänzlich von der Zugstrecke durchquert wird. Bald darauf bildet der Oisnitzbach die Gemeindegrenze zwischen Lannach und Dobl-Zwaring und wird beiderseits von Riedeln begleitet. In der Gemeinde Sankt Josef (Weststeiermark), wo das Tal seine größte Breite erreicht, durchfließt der Bach die gleichnamige Ortschaft Oisnitz. Zwischen Wetzelsdorfberg rechts und Klockerberg links verengt sich das Tal zum Oisnitzgraben. Bei Wieselsdorf tritt der Bach ins weite Stainztal hinaus. Kurz nachdem er seinen größten Zubringer, den Tobisbach, aufgenommen hat ⊙, mündet der Oisnitzbach südlich des GKB-Bahnhofs Preding-Wieselsdorf in den Stainzbach.
Die Mündung der Oisnitz in den Stainzbach wurde im Rahmen der Regulierungsarbeiten um einige Hundert Meter verlegt und grundlegend verändert, was im dort gegebenen flachen Gelände möglich war: Die Oisnitz fließt seither entgegen der früheren Fließrichtung des Stainzbaches in dessen Bett in einem Durchlass (statt der früheren Stahlbrücke) unter der Wieserbahn durch ⊙ und mündet ca. 100 m nördlich der Stainzerbahn ⊙ in den Stainzbach.

## Natur- und Kulturlandschaft
Der Oisnitzbach durchfließt, abgesehen vom anfänglichen Waldstück, ausschließlich landwirtschaftlich geprägtes Offenland und Siedlungsgebiet. Der Bachlauf wurde in der ersten Hälfte der 1980er Jahre größtenteils reguliert und weist über die gesamte Fließstrecke eine dichte Begleitvegetation auf. Im Ortsgebiet von Lannach organisierten das kommunale Umweltschutzreferat und der Naturschutzbund 1986 erstmals eine Bepflanzungsaktion entlang des Bachufers. Gesetzt wurden heimische Bäume und Sträucher, darunter wassernah Schwarzerle, Traubenkirsche und Eschen sowie in einiger Entfernung Schwarzer und Roter Holunder, Winterlinde und Bergahorn.
Am 31. Juli 2009 trat der ansonsten ruhige Bach infolge von Starkregen in Lannach und Oisnitz über die Ufer. Mehrere Straßen und Brücken wurden überschwemmt, an den Hanglagen kam es zu kleineren Murenabgängen, zwei Personen mussten evakuiert werden. Im Rahmen einer Studie konnten 2011 Exemplare des Huchen im Oisnitzbach nachgewiesen werden.